# Carlos Richard Díaz
Carlos Richard Díaz (Montevideo, 4 de fevereiro de 1979) é um ex-futebolista uruguaio que atuava como defensor.

## Carreira
Carlos Richard Díaz profissionalizou no Defensor Sporting, em 1997.

## Seleção
Carlos Richard Díaz integrou a Seleção Uruguaia de Futebol na Copa das Confederações de 1997, que terminou em quarto lugar.[carece de fontes?] E integrou a Seleção Uruguaia de Futebol na Copa América de 2001.[carece de fontes?]